# Karel Vilém Ferdinand Brunšvicko-Wolfenbüttelský
Karel Vilém Ferdinand Brunšvicko-Wolfenbüttelský (německy Karl Wilhelm Ferdinand von Braunschweig-Wolfenbüttel, první jméno psáno i Carl; 9. října 1735 Wolfenbüttel -10. listopadu 1806 Ottensen u Hamburku) byl německý monarcha a vojevůdce, dědičný vévoda Brunšvický a od 26. března 1780 zeměpán Brunšvicko-wolfenbüttelského knížectví.
Karel Vilém Ferdinand sloužil v pruské armádě jako polní maršál. Během války první koalice v letech 1792 až 1794 velel spojeneckým armádám. Často se připomíná po něm pojmenovaný Manifest brunšvického vévody z 25. července 1792, který měl zastrašit revoluční Francii, ale dosáhl pravého opaku a vyvolal útok na Tuilerijský palác. V čele pruské armády utrpěl Karel Vilém Ferdinand 14. října 1806 v bitvě u Auerstedtu těžké zranění, kterému podlehl asi o čtyři týdny později.
Jako syn a nástupce Karla I. (1713–1780) je Karel Vilém Ferdinand některými pozdějšími prameny nesprávně označován jako Karel II. nebo Karel II. Vilém Ferdinand. Může pak být zaměněn se svým vnukem, vévodou Karlem II. Bunšvickým (1804–1873), regentem Brunšvického vévodství, nástupnického státu Brunšvicko-wolfenbüttelského knížectví.